# اندیس آنومالی قره گل
آنومالی قره گل یک اندیس چندفلزی است که در حوالی شهر زنجان استان زنجان قرار دارد و مادهٔ معدنی موجود در آن، طلا است.  در این اندیس، پاراژنز‌های منیتیت، کرومیت، باریت، سروزیت، کوولیت یافت می‌شوند.